# Bosonides
Cet article possède un paronyme, voir Boso.
Les Bosonides sont une famille de la noblesse franque ainsi nommée parce que plusieurs de ses membres se prénommèrent Boson (Boso, Bozo, Bouzo dans les textes).

## Principaux Bosonides
Il est possible de distinguer trois groupes parmi le vaste groupe des Bosonides. Les Bosonides Bivinides qui descendent de Bivin. Les Bosonides Hubertiens qui descendent de Hucbert. Les Bosonides Garnériens qui descendent de Garnier époux de Theutberge d'Arles.
Parmi les membres de cette famille issue de Boson l'Ancien, fondateur du lignage, plusieurs ont accédé à la royauté par élection ou mariage :
- Theutberge ( ? - † av. 875), épouse de Lothaire II de Lotharingie ;
- Hugues d'Arles ( ? - † 947), comte d'Arles, roi d'Italie de 926 à 947 ;
- Lothaire d'Italie ( ? - † 950), roi d'Italie de 947 à 950 ;
- Emma d'Italie (née vers 948), épouse de Lothaire de France (v. 941 - † 986) ;
- Boson de Provence, roi de Provence ou de Bourgogne Cisjurane de 879 à 887 ;
- Raoul, roi des francs de 923 à 936 ;

Les Bosonides Hubertiens sont à l'origine de la première maison de Bourgogne Transjurane avec l'autre fils de Boson l'Ancien, Hucbert, duc de Bourgogne et abbé laïc de Saint-Maurice d'Agaune. Les Bosonides Bivinides sont à l'origine de la première famille ducale de la Bourgogne Franque avec Richard le Justicier, fils de Bivin et frère de Boson de Provence.

## Le cas des descendants de Bivin, abbé laïc de Gorze
Selon Christian Settipani, Bivin, abbé laïc de Gorze, est vraisemblablement issu par les mâles de Jérôme (fils de Charles Martel) et non pas de Boson l'Ancien comme l'indique Pierre Riché. Bivin aurait épousé une fille de Boson l'Ancien et serait donc son gendre et non son fils.
C'est pour cela que les généalogistes allemands utilisent le terme de Bivinides pour désigner la descendance de Bivin et la distinguer de la lignée des Bosonides dont elle est peut-être issue cognatiquement.

## Généalogie
- Boson l'Ancien († av.855), comte d'Arles et comte en Italie; fils de Théodebald Le-Vieux seigneur de Bourgogne d'Antibes[5]
  - Boson[6] (820/25 † 874/78), comte en Italie[7].
ép. Engeltrude, fille de Matfrid, comte d'Orléans.
    - 2 filles.
 

  - Hucbert († 866), duc de Bourgogne transjurane, abbé de Saint-Maurice en Valais.
    - Théobald († entre 887 et 895]). 
 ép. Berthe, fille de Lothaire II et de Waldrade (ca.863 † 925)
      - Hugues d'Arles († 947), comte d'Arles, roi d'Italie (926-947). 
1) ép. 912 Willa de Provence, fille du roi Boson de Provence
2) ép. Hilda
3) ép. Marozie Ire († 932/937)
4) ép Berthe de Souabe († ap.966)
5) conc. Wandelmode
6) conc. Pezola
7) conc. Rothrude
8) conc. Stephania
9) conc. Ne
        - de 2 : Alda (925 † 954), ép. Albéric de Spolète
        - de 2 : Lothaire d'Arles (ca.926/928 † 950), roi d'Italie (945-950). 
 ép. Adélaïde  († 999)
          - Emma (ca.948 † ap.988). ép. Lothaire de France (941 † 986), roi de France.

        - de 5 : Hubert (920/925 † 967/970)
        - de 6 : Berthe/Eudoxie, ép. Romain II, empereur byzantin
        - de 6 : Boson († 949/951)
        - de 7 : Rolinde (ca.930 † 1001) ép. 1) Elisardius, comte ép. 2) Bernard, comte de Pavie.
        - de 8 : Thebaldo, archidiacre
        - de 9 : Godofredo, abbé de Nonantula
 

      - Boson (ca. 885 † ap.936), comte d'Avignon, de Vaisin et d'Arles, puis marquis de Toscane
ép. Willa de Bourgogne, fille de Willa et Rodolphe Ier de Bourgogne
        - Berthe d'Arles († ap. 965)
ép. 1) Boson ou Boson
ép. 2) Raymond († 961), comte de Rouergue.
        - Willa III († ap.963) ép. Bérenger II, roi d'Italie.
        - Richilde
        - Gisèle
 

      - Teutberge d'Arles (v.880/890 †av. 948), ép. Garnier († 924), vicomte de Sens et de Troyes
      - une fille.
 

  - Theutberge († av. 875). 
 ép. Lothaire II, roi de Lotharingie.
 
  - Ne ép. Bivin, abbé de Gorze, comte d'Ardenne
    - voir Bivinides, dont Richard le Justicier duc de Bourgogne (père du roi Raoul, Hugues le Noir, Boson, Ermengarde), Boson roi de Provence (père de l'empereur Louis III l'Aveugle et de Willa), et de l'impératrice Richilde, femme de Charles II le Chauve et mère de Rothilde.

## Les Bosonides Garnériens
C’est la branche issue de l’union de Garnier de Sens avec Theutberge fille de Thibaud, petite-fille du roi Lothaire II et de Hucbert, duc en Transjurane. Cette union hypergamique apporte sans doute à Garnier un rang comtal et, par les apports de sa femme, une nouvelle aire d’influence au sein ou aux marges du duché de Transjurane alors soumis aux Welfs.
Les ancêtres de Garnier de Sens sont à rechercher dans l’alliance entre les Nibelungides bourguignons et les Wilhelmides d’une part ; et les descendants du comte de Sens Méginard. Cette double légitimité, celle des Garinides et celle des Maynard-Renard, place idéalement la famille de Garnier pour l’obtention de l’honneur vicomtal de Sens. Leur fidélité aux Welfs, présents également à Sens et à Auxerre durant le IXe siècle, est confirmée par la place que tient un autre de leur membre, Manassès de Transjurane.
Garnier de Sens et Theutberge ont pour descendance : 
- Manassès d'Arles, évêque de Trente (932/933-957), archevêque d’Arles (914-962), puis de Milan (948)[13] ;
- Berthe de Mâcon ;
- Boson ;
- Theuberge unie à Charles-Constantin de Vienne ;
- Richard, comte de Troyes vers 926 ;
- Garnier[14] ;
- Richilde (hypothèse[15],[16]) ;
- Hugues de Vienne, comte palatin du Royaume de Bourgogne, comte de Vienne, comte à Lyon et à Besançon, fidèle neveu de Hugues d'Arles. Il est marié à Willa, peut-être fille de Louis, comte en Thurgau et fils du roi Rodolphe Ier de Bourgogne.